# Шевченко Володимир Антонович
Володимир Антонович Шевченко (нар. 20 травня 1935, місто Моспине, тепер Донецької області) — радянський та партійний діяч, колишній голова Сумської обласної ради, кандидат економічних наук (1974). Член Ревізійної Комісії КПУ в 1986—1990 роках. Член ЦК КПУ в 1990—1991 роках. Депутат Верховної Ради УРСР 11-го скликання. Народний депутат СРСР у 1989—1991 роках.

## Біографія
Народився в родині робітника.
У 1958 році закінчив Ворошиловградський сільськогосподарський інститут.
Трудову діяльність розпочав у 1958 році керуючим відділку племінного радгоспу імені Дзержинського Першотравневого району Сталінської області. Працював головним агрономом — заступником начальника Ждановського, Володарського виробничих колгоспно-радгоспних управлінь Донецької області.
Член КПРС з 1964 року.
У 1964—1966 роках — головний агроном елітно-насінницького радгоспу імені XVIII партз'їзду Донецької державної сільськогосподарської дослідної станції.
У 1966—1975 роках — директор радгоспу «Ольгинський» Волноваського району Донецької області.
У 1975—1976 роках — директор Південнодонецького спеціалізованого тресту овочево-молочних радгоспів Міністерства радгоспів Української РСР.
З 1976 року — на партійній і радянській роботі в Сумській області: заступник завідувача сільськогосподарського відділу Сумського обласного комітету КПУ. З січня 1977 року — 1-й заступник голови виконавчого комітету Сумської обласної Ради народних депутатів.
У березні 1982 року обраний головою виконавчого комітету Сумської обласної Ради народних депутатів. Працював на цій посаді до листопада 1988 року.
Обирався народним депутатом Верховної Ради СРСР, Верховної Ради Української РСР 11-го скликання.
22 листопада 1988 року пленум обласного комітету КПУ обрав В. А. Шевченка 1-м секретарем Сумського обласного комітету КПУ. Очолював Сумський обласний комітет КПУ до заборони Компартії у серпні 1991 року.
4 березня 1990 року Шевченко В. А. бере участь у виборах депутатів Сумської обласної Ради народних депутатів по Середино-Будському виборчому округу № 150 й отримує перемогу над своїм єдиним суперником — заступником голови правління колгоспу «Дружба» М. І. Зябком.
5 квітня 1990 року обраний головою Сумської обласної Ради народних депутатів. 18 вересня 1990 року В. А. Шевченко подав у відставку з поста голови обласної ради.
У 1994 р. Володимир Шевченко знову балотувався на посаду голови Сумської обласної Ради народних депутатів, проте за результатами виборів поступився представникові Президента України в Сумській області Анатолію Єпіфанову.

## Нагороди і почесні звання
- орден Трудового Червоного Прапора
- орден «Знак Пошани»
- орден Дружби народів
- медалі